# Пасифлора

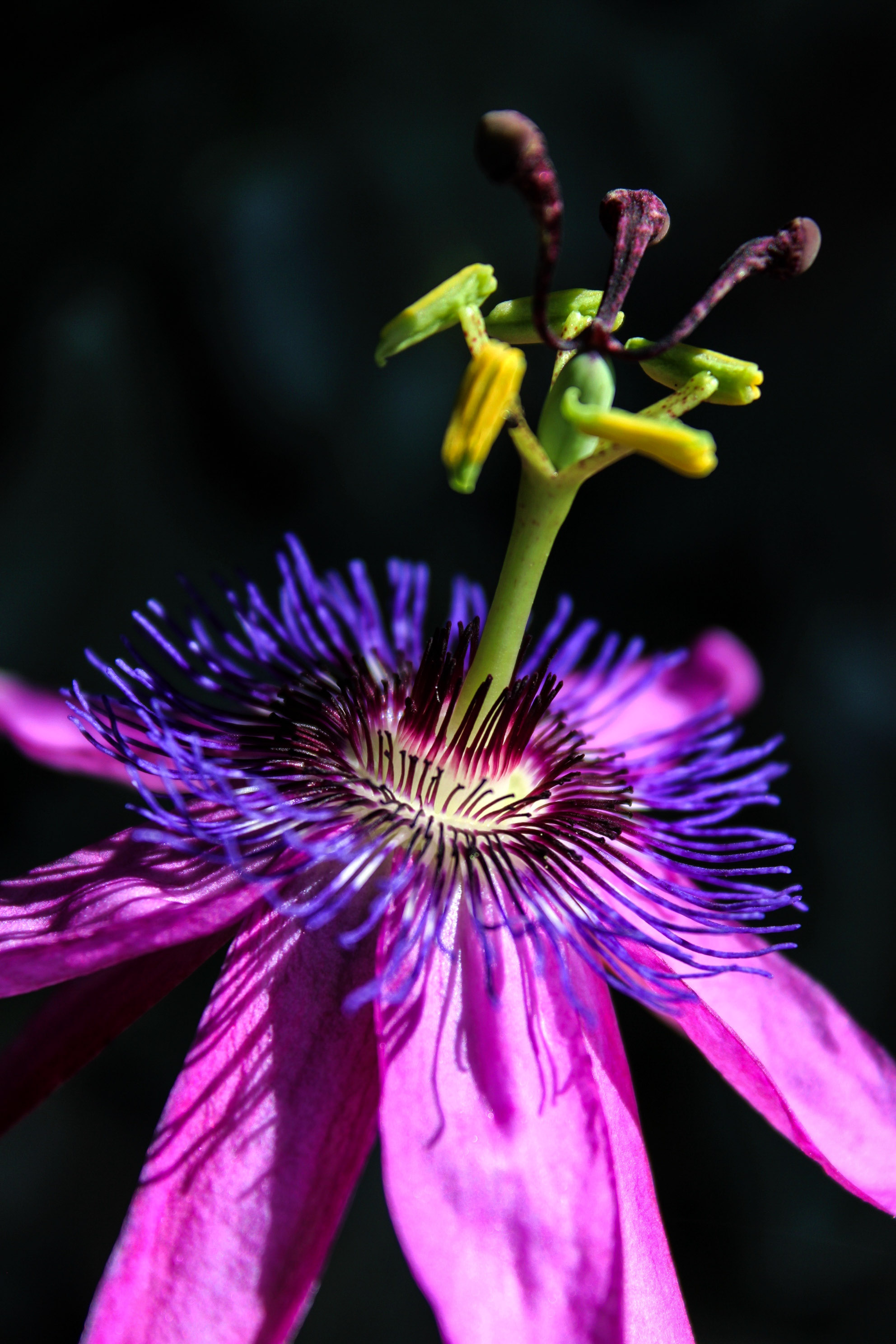
Passiflora amethystina

Пасифлора, або страстоцвіт, також годиннички, мучениця (Passiflora) — рід декоративних багаторічних трав'янистих ліан із повзучим, з вусиками, стеблом, яке сягає 10 м завдовжки. Листки прості, на довгих черешках, глибоко трироздільні, завдовжки 6–18 см і завширшки 8–20 см, з обох сторін на жилках, слабко запушені. Квітки поодинокі, на довгих квітконосах, правильні, з подвійною оцвітиною, діаметром 7–9 см. П'ять ланцетних чашолистків мають на верхівках шипуваті вирости. Віночок складається з 5 вільних пелюсток і «корони» з двома кільцями ниткоподібних торочок. Плід — їстівна ягода яйцеподібної форми, зелено-жовтого кольору, кисло-солодка на смак, яка після дозрівання опадає.
Пасифлора (від латинського «passio» — страждання і «flos» — квітка) отримала свою назву завдяки багатій уяві іспанських місіонерів. Вони вирішили, що будова квітки пасифлори є ідеальним наочним посібником для демонстрації різних елементів Страстей Христових індіанцям. Віночок символізує терновий вінець, стовпчики — цвяхи, п'ять тичинок — рани Христові.
Пасифлори розмножуються вегетативно. Наприклад, Passiflora caerulea, Passiflora cincinnata, Passiflora incarnata, Passiflora suberosa утворюють багато відростків зі сплячих бруньок біля основи стебла прямо біля головного кореня. Зміцнілі молоді рослини самостійно укорінюються та продовжують далі самостійно живитися й розвиватися.
Основними шкідниками пасифлор є павутинний кліщ, білокрилка та слимаки. Якщо листя стало зморщуватися, сипатися, на нижньому боці листків на верхівках пагонів в основі молодих гілок є тоненька павутинка — це павутинний кліщ. Його найкраще знищує філоверм.
Пасифлора блакитна (Passiflora caerulea) — ліана з перистим, глибоко розсіченим листям, на стеблах є прості, не розгалужені вусики, розташовані в пазухах листя, яке помагають ліані самій пнутися по опорі. Квітки поодинокі, до 10 см діаметром, мають легкий аромат. Плід — оранжева ягода яйцеподібної форми, до 6 см завдовжки.
Пасифлора трисмуга (Passiflora trifasciata) — ліана з ребристим стеблом і трилопатевим листям, на темному малюнку проходять сірувато-пурпурові смуги уздовж головних жилок, фіолетово-пурпурові зі зворотної сторони. Квітки жовтувато-білі до 4 см в діаметрі, плід — сиза округла ягода до 2,5 см діаметром.
Найбільш цінний садовий вид — маракуя, або пасифлора їстівна (Passiflora edulis) — з трав'янистим, частково здеревілим стеблом.
Другий садовий вид — пасифлора велетенська, або гранаділа (Passiflora quadrangularis) — представлений найбільшими рослинами з чотиригранним стеблом, листя округло-яйцеподібне, завдовжки 16–18 сантиметрів. Квітки діаметром до 8 сантиметрів, білі або червоні. Плоди бронзово-жовті, завдовжки до 25 сантиметрів. Через гіршу якість плодів культивується менше, ніж попередній вид.
Третій вид — пасифлора лавролиста (Passiflora laurifolia) — поширений в Китаї. Найчастіше зустрічається на присадибних ділянках на острові Хайнань. Тут вона цвіте і плодоносить весь рік, найбільший урожай дає з березня по листопад. Плоди жовтого кольору, завдовжки 7–12 сантиметрів, овальні, зі слабо вираженою ребристістю, за смаком поступаються пасифлорі їстівній. Вживають їх в їжу в сирому і вареному вигляді, а також згодовують тваринам. З інших садових видів слід зазначити пасифлору солодку, або язичкову (Passiflora ligularis), яка дає плоди високої якості.

## Ботанічний опис
Пасифлора росте в тропіках і субтропіках Америки, а також у тропічній Азії, Австралії й Полінезії. У неї довгі (до 5 м), оголені, тонкі, злегка закручені в'юнкі стебла, на яких розташовані черешкові, глибоко трилопатеві, в основі клиноподібні, чергові листи. Лопаті листя яйцеподібно-ланцетні, по краю дрібнопилчасті. Черешки мають два неквіткові нектарники. У пазухах багатьох листочків утворюється пучок довгих простих вусиків. Квітки на квітконіжках, з розширеною чашечкою і пелюстками досягають майже 8 см в діаметрі й розташовуються в пазухах наймолодших листків. Чашолистки подовжено-яйцеподібні, на кінці шипоподібно загострені, в основі зростаються в коротку трубку. Білі, м'ясо-червоні або майже фіолетові пелюстки повторюють форму чашолистків, на кінці притуплені. На внутрішній стороні пелюсток розташовується коронка із густо посадженими ниткоподібними пелюстками пурпурово-червоного, іноді майже чорного кольору. Тичинок 5, стовпчики донизу викривляються.
На листі з'являються крапельки у вигляді липкуватих солодкуватих виділень із залоз. В природі цими виділеннями харчуються мурахи, які захищають пасифлору від шкідників.

## Хімічний склад
Трава пасифлори містить вітаміни, каротиноїди, флавоноїди, в тому числі вітексин, кумарини, ціаногенний глікозид, сапоніни, хінони, алкалоїди індольного ряду, мікроелементи (залізо, селен, кальцій, магній тощо). Стиглі плоди багаті вітамінами, особливо вітаміном С, клітковиною і мінеральними солями.

## Лікувальна дія
Добре допомагає при безсонні, нервозності, збуджених станах різного характеру, епілепсії та правці. З його допомогою лікують серцеві неврози й нестабільність кровообігу, лабільний кров'яний тиск.
Рослина має ще й знеболювальну, протизапальну, спазмолітичну, протисудомну дію. Крім того, пасифлора підвищує загальну працездатність, покращує пам'ять, допомагає організму протистояти надмірному стресу і хронічній втомі, справлятися з фізичними та емоційними перевантаженнями. Захищає клітини центральної нервової системи від шкідливої дії вільних радикалів.
В офіційній медицині використовують, в основному, пасифлору м'ясочервону (Passiflora incarnata) у вигляді настоянок та екстракту, що входить до складу широко відомого седативного засобу «Ново-Пасит» та багатьох БАДів.
Плоди пасифлори, зокрема, маракуї (Passiflora edulis) є джерелом вітамінів А, С, групи B, кальцію, фосфору, заліза та інших мікроелементів, покращують роботу кишки, мають жарознижувальну дію. Олію маракуї використовують в косметології як зволожувальний і регенераційний засіб, який відновлює ліпідний обмін і стимулює локальний кровообіг.
У народній медицині застосовують чаї з сушеної трави пасифлори при емоційному збудженні, легких порушеннях сну і шлунково-кишкових розладах на нервовому ґрунті.
Зі зменшенням кількості морфінану,  екстракт пасифлори зменшує потяг до алкоголю і наркотиків, тому знайшов застосування в лікуванні алкоголізму та наркотичної залежності.